# Марија Софија од Баварске
Марија Софија Амалија, војвоткиња Баварске (4. октобар 1841, Посенхофен дворац – 19. јануар 1925, Минхен) била је последња консорт-краљица Краљевства Две Сицилије. Била је једна од десеторо деце Максимилијана Јозефа од Баварске. Била је млађа сестра много познатије Елизабете Баварске, царице Аустрије и апостолске краљице Угарске, супружнице Франца Јозефа.
У добу формирања Италије, када су Гарибалди и његови побуњеници маја 1860. године дошли до Напуља, она је заједно са својим мужем Франческом II од Краљевства Две Сицилије напустила престоницу и отишла у добро опремљено обалско утврђење Гаету удаљено око 80 километара од Напуља где су монархисти који су подржавали Бурбоне пружили последњи отпор. Гарибалди бива пријатно примљен од стране становништва Напуља и ту формира прелазну владу. Када је Виторио Емануеле II бомбардовао и опседао град, Марија Софија је задобила своју херојску репутацију која ће је пратити до краја њеног живота. Том приликом је војницима давала своју храну, збрињавала рањене и изазивала нападаче да приђу шанцу. Након пада Гаете фебруара 1861. године одлазе у Рим где ће још пар година уживати дипломатско признање као Влада Краљевине Две Сицилије. Након пада Рима 1870. и формирања Краљевине Италије под окриљем Пијемонта, брачни пар одлази у Баварску. Франческо умире 1894. године, а годинама касније и Марија Софија 1925. године у Минхену.